# Gerichtsgefängnis (Hannover)

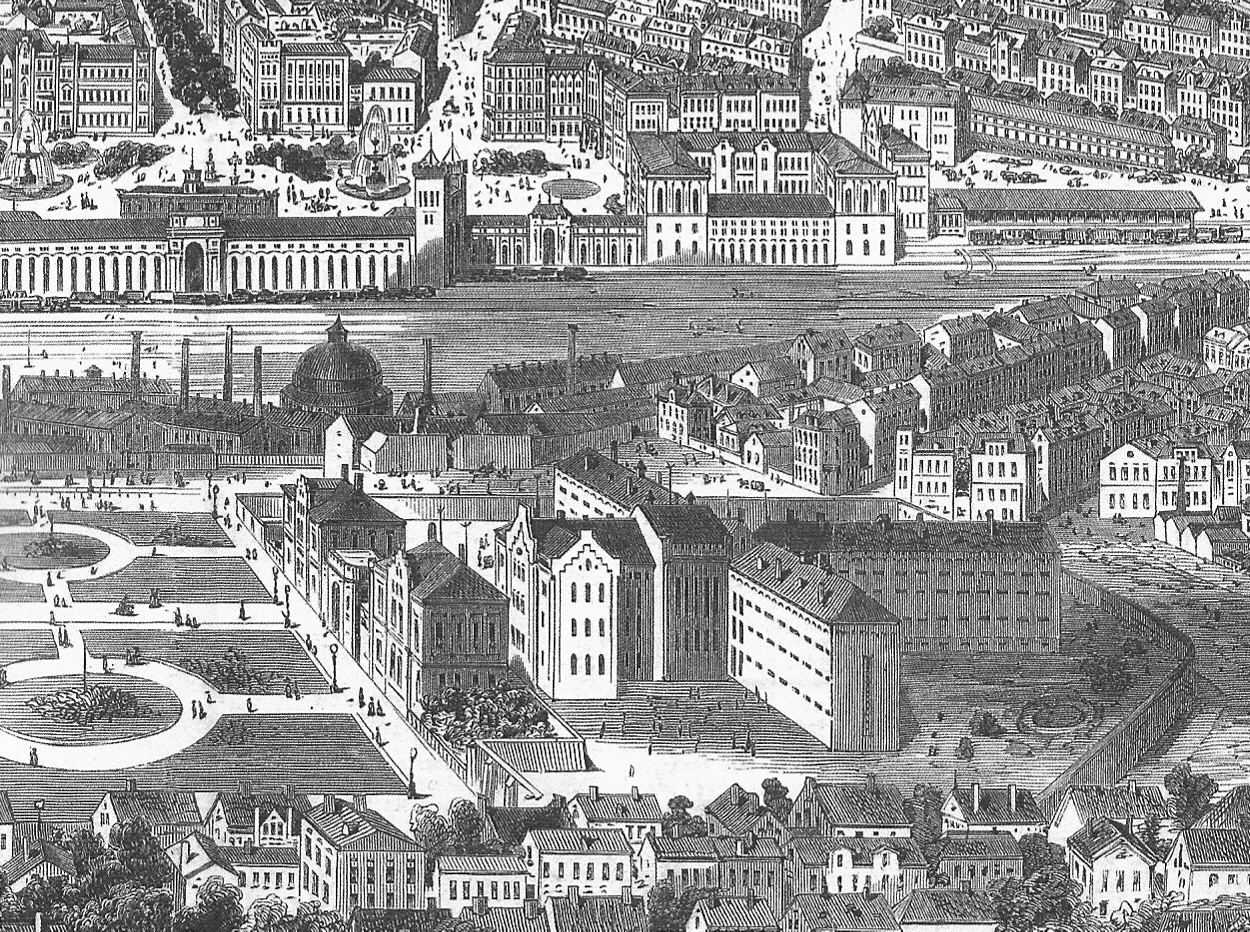
Um 1872: Das Königliche Zellengefängnis hinter dem Hauptbahnhof. Die Alte Celler Heerstraße führt im Bild nach rechts unten hinaus. Stich (Ausschnitt) aus der Illustrirten Zeitung von 1872 nach einer Zeichnung von Carl Grote

Das Gerichtsgefängnis in Hannover stand teilweise auf dem Gelände des heutigen Raschplatzes und des Pavillons. In dem anfänglich als Königliches Zellengefängnis errichteten Gefängnisses konnten mehr als 800 Häftlinge aufgenommen werden. In der Anstalt wurde der Serienmörder Fritz Haarmann hingerichtet. Hier saß der KPD-Vorsitzende Ernst Thälmann während der NS-Zeit jahrelang in Isolationshaft.
1963 wurde die Justizvollzugsanstalt Hannover an der Schulenburger Landstraße als Ersatz bezogen.

## Geschichte

### Königliches Zellengefängnis
1865–1875 wurde das „Königliche Zellengefängnis“ auf dem hinter dem Hauptbahnhof Hannover gelegenen, damals noch unbebauten Steintorfeld errichtet. Architekt war spätere Geheime Baurat Eduard Schuster. Der vornehmlich im Rundbogenstil bauende Architekt in hannoverschen Staatsdiensten schuf hier in dem aus den Straßen Alte Celler Heerstraße (heute: Beginn der Lister Meile), Zwingerstraße (in der gegenüber seit 1878 die Leibnizschule lag), Weißekreuzstraße, Leonhardtstraße (hier südlich begrenzt von Justizpalast und seit 1881 vom Königlichen Kaiser-Wilhelms-Gymnasium) und Hallerstraße gebildeten Fünfeck einen frühen deutschen Bau im so genannten „Radialstil“.
Das Gefängnis war für zunächst 274 Männer und 17 Frauen vorgesehen, wurde aber bis zum Anfang des 20. Jahrhunderts mehrfach erweitert und konnte zuletzt mehr als 800 Häftlinge aufnehmen.
Am 16. September 1902 wurde auf dem Hof des Gerichtsgefängnisses die Kindsmörderin Veronika Kędzierska enthauptet.
Wochenlange Vernehmungen des Serienmörders Fritz Haarmann im Gerichtsgefängnis, insbesondere durch den Kriminalkommissar Heinrich Rätz, der „nach Teilgeständnissen des Mörders sogar noch nachts nach Leichenteilen suchen“ ließ, führten nach dem anschließenden Prozess schließlich am 15. April 1925 zur Hinrichtung des Serienmörders im Gefängnishof. Dort wurde Haarmann mit dem Fallbeil enthauptet. Noch bis 1937 war das Gefängnis zugleich Richtstätte.
Vom 13. August 1937 bis zum 11. August 1943 war der KPD-Vorsitzende Ernst Thälmann hier der prominenteste Häftling. Die Inhaftierung für politische Gefangene nach 1933 hatte den Vorteil, dass hier noch viele Beamte aus der Weimarer Zeit waren, zum Teil Sympathisanten der SPD. Der Umgang war "humaner" im Vergleich zu der Behandlung in den Konzentrationslagern.
Nach den Luftangriffen auf Hannover im Zweiten Weltkrieg wurde 1963 das Raschplatzviertel neu gestaltet, die Hamburger Allee weitergebaut und hierfür das ehemals inmitten der Stadt gelegene Gefängnis abgerissen.

### Die Hoffnungsbirke

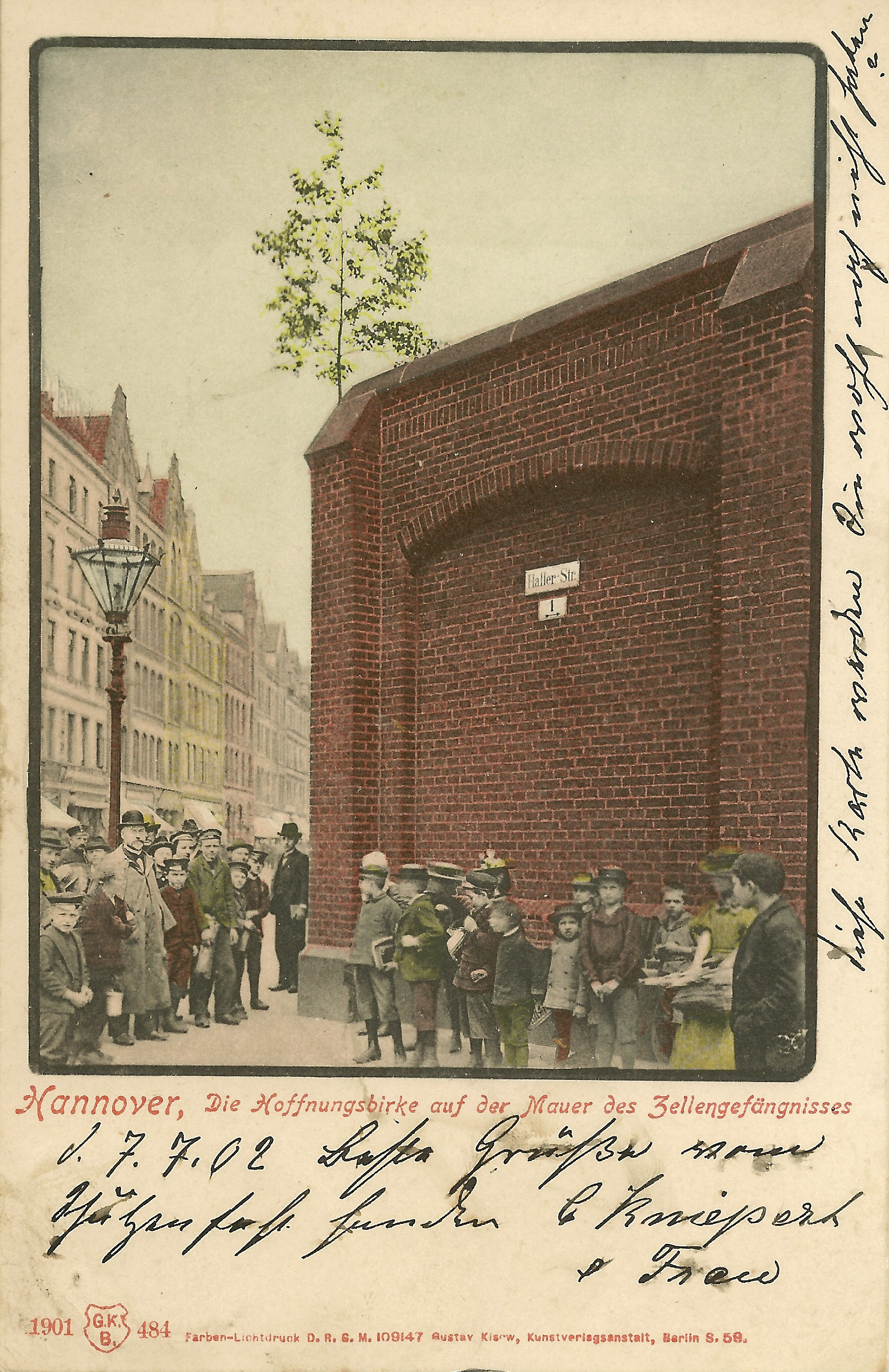
Schulkinder vor der „Hoffnungsbirke“ auf der Gefängnismauer;
kolorierte Ansichtskarte von 1901

Die Hoffnungsbirke war eine Birke, die sich spontan auf der Mauer des Gerichtsgefängnisses an der Ecke Alte Celler Heerstraße/Hallerstraße angesät und auf ihr zu einiger Größe aufgewachsen war (vgl. die kolorierte Postkarte). 1925 beschrieb Theodor Lessing in seinem Buch über Fritz Haarmann dieses Bäumchen, das "jeder Hannoveraner kennt":

„Hinter dem Bahnhof der Stadt Hannover im totesten, seelenlosesten Steinwüstenbezirk an der Celler Straße liegt ein Zuchthaus; ein riesiges Gelände, umzirkt von einer trostlosen Riesenmauer aus roten Backsteinen. Auf einem Winkel dieser Mauer blüht ein holdes Wunder, das jeder Hannoveraner kennt: eine kleine Birke, der zarteste und zäheste Baum, so blond und so bescheiden, so herb und so lieblich, von so verletzlicher und zarter Rinde und von so zäher und gesunder Wurzel, wie die Kinder unserer niedersächsischen Landschaft. Sie hat durch ein Wunder mitten in der baumlosen Steinwüste just auf der roten Zuchthausmauer Wurzeln geschlagen, ein Gruß des guten Lebens, das durch all unser menschliches Zucht- und Unzuchtelend doch wieder hindurchbricht“

Auch der in Hannover aufgewachsene Schriftsteller Albrecht Schaeffer schildert das Bäumchen in seinem 1920 erschienenen Roman Helianth. Eine der Hauptfiguren, Jason al Manach, geht am frühen Sonntagmorgen durch Hannover – das im Roman Altenrepen (von Alta Ripa, Hohes Ufer) heißt – und nähert sich dem „Zellengefängnis“ an der Alten Celler Heerstraße:

„Bald ging ich denn auch auf die Ecke der hohen roten Gefängnismauer zu, wo seine Straße entlangführt, und ich sah die kleine Birke auf der Mauerecke oben in ihrem lichten Grün, die dort seltsamerweise Wurzel geschlagen hat und die 'Hoffnungsbirke' genannt wird.“

Die Hoffnungsbirke, dieser „Gruß des guten Lebens“ (Lessing) sowohl an die Insassen des Gerichtsgefängnisses als auch – vielleicht zur Warnung?! – an die Passanten der Alten Celler Heerstraße (der heutigen Lister Meile), die sich in Freiheit befanden, hat die Phantasie so manches Hannoveraners bewegt. Nicht zuletzt die der Schüler der gegenüberliegenden Leibnizschule, die vom Gerichtsgefängnis nur durch die (heute verschwundene) Zwingerstraße getrennt wurde. Einer dieser Leibnizschüler war der später aus Hannover emigrierte Bibliothekar und Schriftsteller Werner Kraft, der 1914 hier sein Abitur machte und in seinen Erinnerungen "Spiegelung der Jugend" die Situation folgendermaßen beschrieb:

„Die Schule stand neben dem Gefängnis, dem von hohen Mauern umgebenen, sie war keines. Auf einer Stelle der Mauer hatte ein Bäumchen Wurzel gefaßt und hielt sich. Durchs Klassenfenster sah man auf den Hof, wo die Sträflinge spazieren gingen.“

## Persönlichkeiten

### Häftlinge (Auswahl)
- 1936–1937: Wilhelm Hahn junior[9]
- 1934–1936: Herta Dürrbeck[10]

## Gedenken

### Mahnmal

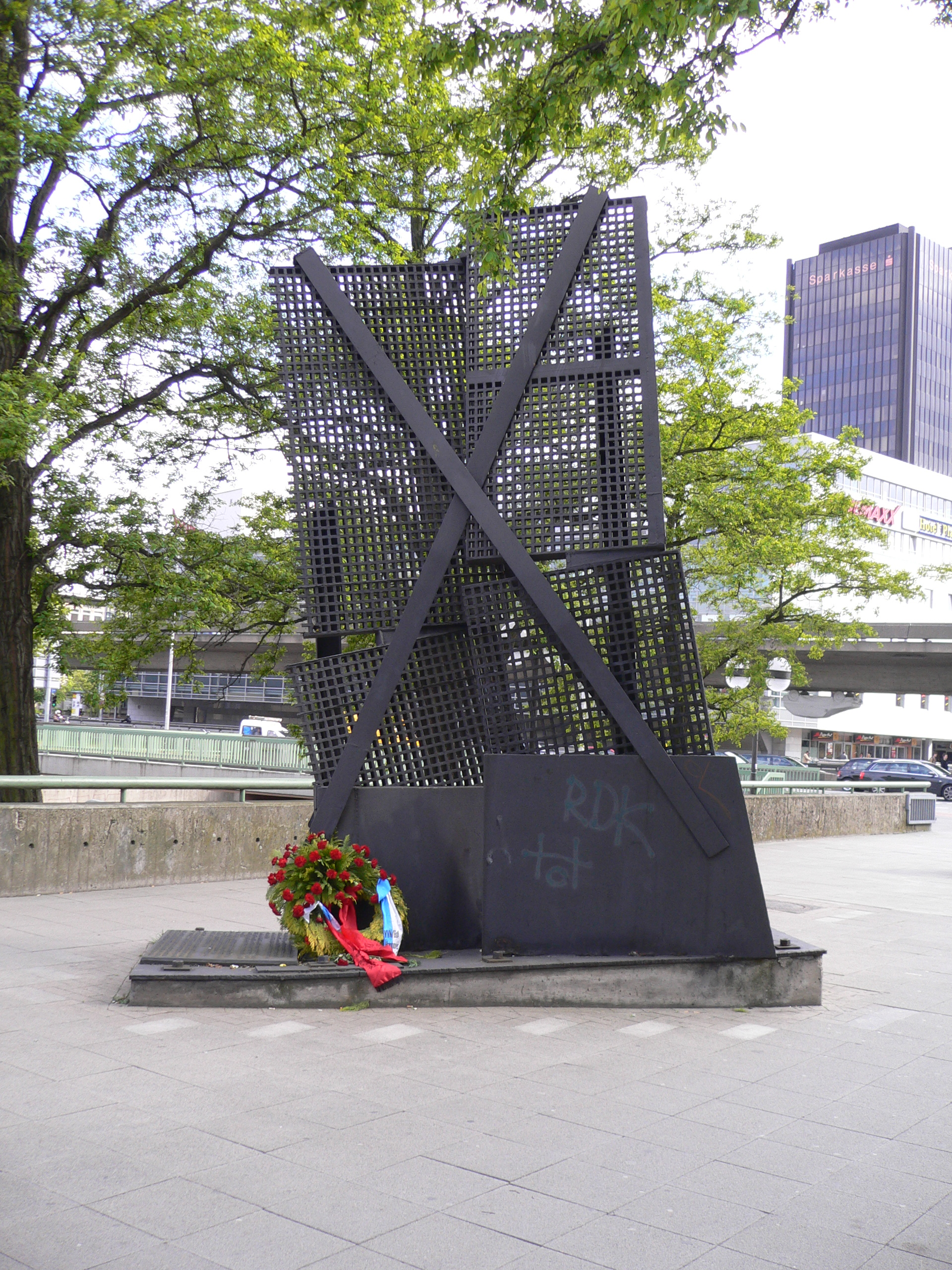
Mahnmal Gerichtsgefängnis

An einer Stelle der 1963 abgerissenen Gebäude erinnert das 1989 errichtete Mahnmal Gerichtsgefängnis von Hans-Jürgen Breuste an die verschiedenen Opfergruppen der Nationalsozialisten. Es steht am Beginn der Lister Meile, auf der Seite des dem Bahnhof zugewandten Pavillon-Eingangs.

### Spiele-App
Das Kulturzentrum Pavillon entwickelte 2016 mit Bürgern und Spieleentwicklern ein analog-digitales Geschichtsprojekt zum ehemaligen Gerichtsgefängnis, bei dem eine App in Game-Design in Workshops mit historischen und fiktiven Inhalten bestückt wurde. Seit 2017 ist die App „Pavillon Prison Break“ kostenlos in den App Stores erhältlich. Als Location-based Game führt sie die Spielenden mittels einer Zeitreisen-Geschichte rund um den einstigen Ort des Gerichtsgefängnisses.